# Barleriola
Barleriola, biljni rod iz porodice primogovki smješten u tribus Barlerieae, dio potporodice Acanthoideae. Sastoji se od 4 vrste sa Velikih Antila (Kuba, Dominikanska Republika, Haiti, Portoriko). Opisan je u Videnskabelige Meddelelser fra Dansk Naturhistorisk Forening i Kjøbenhavn 1854: 136. 1855.

## Vrste
1. Barleriola inermis Urb. & Ekman; Hispaniola (Dominikanska Republika)
2. Barleriola multiflora Urb. & Ekman; Hispaniola (Haiti)
3. Barleriola saturejoides (Griseb.) M.Gómez; kubanski endem sa 3 podvrste
4. Barleriola solanifolia (L.) Oerst. ex Lindau; tipična